# Cees Goekoop

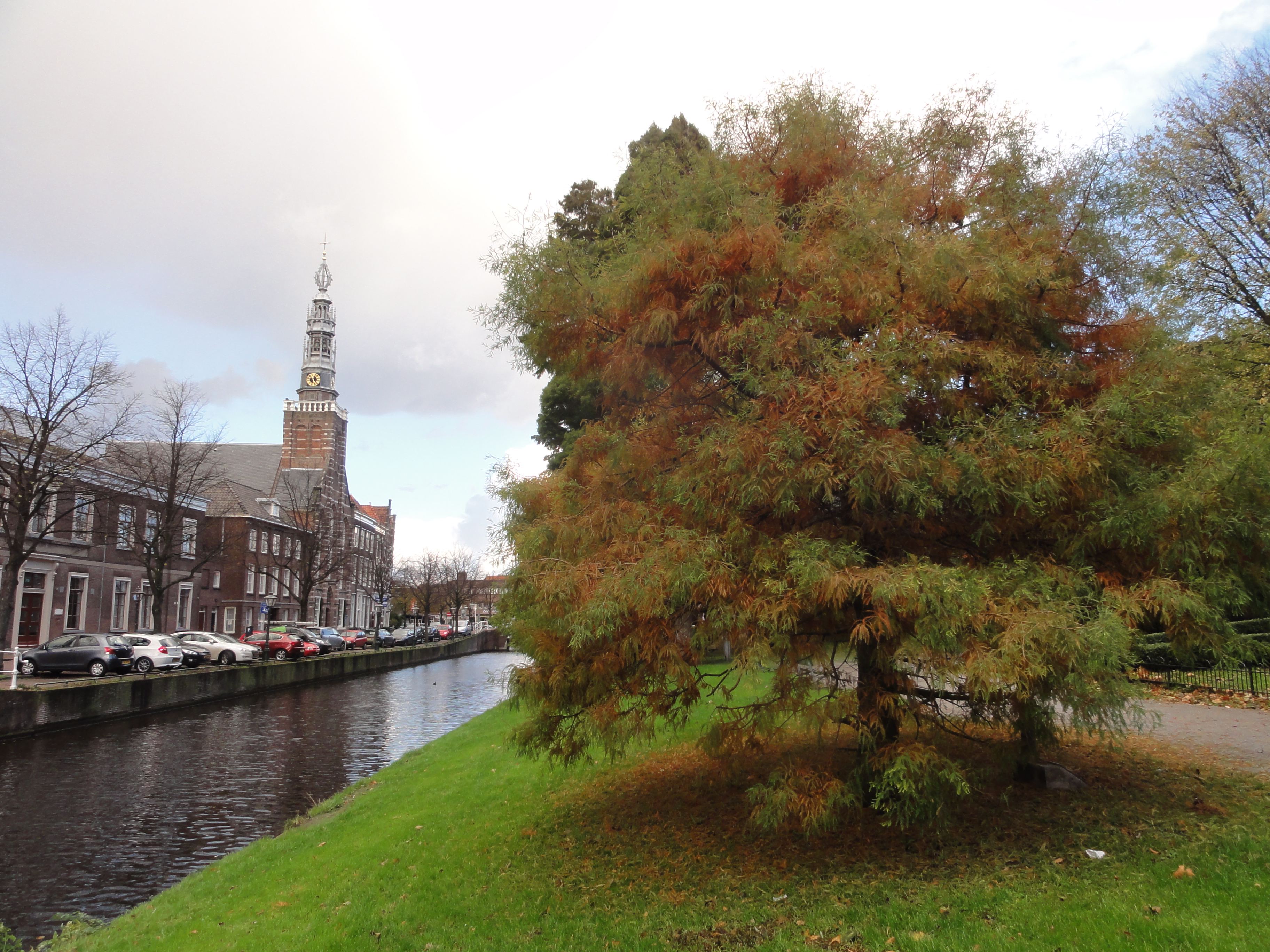
De moerascipres in het Van der Werfpark

Cornelis Hiëronymus (Cees) Goekoop (Amsterdam, 4 december 1933 – Amsterdam, 26 september 2011) was een Nederlands jurist, bestuurder van VVD-huize en auteur.

## Loopbaan
Hij is van 1976 tot 1978 wethouder in Amsterdam geweest voordat hij in augustus 1980 de burgemeester van Leiden werd. In januari 1999 ging hij met pensioen waarbij hij werd opgevolgd door Jan Postma, die tot 2002 aanbleef als burgemeester. Goekoop was regelmatig te vinden onder de burgers onder het genot van een hapje en een drankje en vierde uitbundig de 3 oktober-vieringen (Leidens Ontzet).
Voortvloeiend uit zijn burgemeesterschap was Goekoop tevens voorzitter van de Stichting Pieterskerk Leiden van 1980 tot 1999. In die hoedanigheid leidde hij de afronding van de ingrijpende restauratie (1978-1982) in goede banen en was hij de drijvende motor achter de startende exploitatie. Hij zorgde ervoor dat het Van Hagerbeerorgel (1643) in de Pieterskerk in oude luister werd hersteld. Geheel in de traditie van de Leidse kerkmeesters is het familiewapen van Goekoop boven de speeltafel van dit orgel aangebracht. Tevens werd een tweede orgel, het Thomas Hill orgel (Londen, 1883), aangeschaft. Dankzij zijn creatieve benadering kon dit orgel, dat vanuit Engeland in meer dan 4000 losse stukjes in Roodeschool lag opgeslagen, worden ingeschreven in het monumentenregister als onlosmakelijk onderdeel van de Pieterskerk in Leiden, zodat het als monument kon worden gerestaureerd.
Op 17 juli 1989 ontving hij George H.W. Bush, de eerste president van de Verenigde Staten die Nederland tijdens zijn ambtsperiode bezocht.
Ter gelegenheid van zijn afscheid als burgemeester kreeg Goekoop op 19 november 1998 een moerascipres (Taxodium distichum) aangeboden, die hij zelf plantte in het Van der Werfpark.

## Publicaties
Goekoop, van huis uit jurist, publiceerde twee populair-wetenschappelijke boeken met betrekking tot de Griekse dichter Homerus en diens werk. In het boekje Op zoek naar Ithaka (1990) ontvouwt de auteur zijn theorie over de locatie van het eiland Ithaka, volgens Homerus de thuisbasis van de mythische figuur Odysseus. Aan Goekoops stelling wordt door de wetenschappelijke wereld overigens weinig geloof gehecht. Een geactualiseerde heruitgave verscheen in 2011.
Later publiceerde Goekoop Homerus – een raadsel. Een zoektocht door het Homerische landschap (2003). 

## Publicatie over Cees Goekoop
- Piet van Sterkenburg: 'Levensbericht - Cornelis Hiëronymus Goekoop'. In: Jaarboek van de Maatschappij der Nederlandse Letterkunde te Leiden, 2011-2012, p. 56-64. Volledige tekst

- Gemeinsame Normdatei: 142744174
- International Standard Name Identifier: 0000 0001 0676 5571
- Library of Congress Control Number: n92010340
- Nationale Bibliotheek van Israël: 987007326559105171
- Nederlandse Thesaurus van Auteursnamen: 079112706
- Virtual International Authority File: 21328850
- WorldCat: E39PBJwdcKPRyp747PGypbGvHC